# Kanton Saint-Antonin-Noble-Val
Kanton Saint-Antonin-Noble-Val (francouzsky Canton de Saint-Antonin-Noble-Val) je francouzský kanton v departementu Tarn-et-Garonne v regionu Midi-Pyrénées. Tvoří ho devět obcí.

## Obce kantonu
- Castanet
- Cazals
- Féneyrols
- Ginals
- Laguépie
- Parisot
- Saint-Antonin-Noble-Val
- Varen
- Verfeil